# خطوط کف دست (فیلم)
خطوط کف دست (به هندی: Haathon Ki Lakeeren) فیلمی محصول سال ۱۹۸۶ و به کارگردانی چتان آناند است. در این فیلم بازیگرانی همچون سانجیو کومار، زینت امان، جکی شروف، پریا راجوانش ایفای نقش کرده‌اند.